# Virginie (Rome antique)
Virginie (en latin : Verginia ou Virginia) est une héroïne de la période archaïque de la République romaine, dont l'histoire est rapportée en détail par Tite-Live et Denys d'Halicarnasse, tandis que Diodore de Sicile et Appius Claudius citent son histoire sans la nommer.

## Appellation
Verginius, Verginia renvoient à la gens Verginia, c'est-à-dire à la famille patricienne des Verginii, à laquelle on rattache Lucius Verginius, tribun de la plèbe, le père de Virginie, bien qu'en principe il soit impossible à cette époque à un patricien d'occuper une telle fonction. Virginie n'est en tous cas, à l'origine, pas un prénom, mais un cognomen (un nom de famille), réservé alors en principe aux patriciens. On peut penser que la forme Verg- renvoie à cette famille historique, tandis que la forme Virg- renvoie à la virginité de Virginie.

## Histoire
L'histoire se déroule durant l'épisode des Décemvirs : la rédaction du code des lois de la toute nouvelle république romaine a été confiée aux décemvirs, dix magistrats romains investis des pleins pouvoirs. La tyrannie et la corruption règnent. 
Virginie est une jeune fille d'une grande beauté, plébéienne dans le récit de Tite-Live, et fiancée à un certain Icilius, ancien tribun. Appius Claudius, l'un des décemvirs, s'éprend d'elle et veut s'emparer de sa personne. Il sollicite un complice, son client Marcus Claudius : celui-ci la réclame comme sa propriété, prétendant qu'elle est la fille d'une de ses esclaves. La foule s'émeut, on va au procès. Verginius, qui est alors à l'armée, où il occupe le rang de centurion, n'est pas présent au forum pour empêcher qu'Appius Claudius ne rende sa décision de justice : en l'absence de Verginius, il remet Virginie à son affidé Marcus Claudius. Cependant Icilius, le fiancé, survient, conteste la décision et obtient que la décision soit suspendue jusqu'au lendemain. 
Verginius est averti et, malgré les manigances d'Appius, il rentre à Rome et se présente le lendemain au forum avec sa fille. Le décemvir renouvelle alors sa sentence au milieu d'une foule hostile : pour Virginie, ce sera l'esclavage. Un renfort armé encercle le forum pour exécuter la sentence. La foule s'écarte, la cause semble définitivement perdue. 
Verginius demande alors à s'entretenir seul avec la nourrice et sa fille, pour tirer au clair ce qu'il en est de sa naissance. Appius acquiesce. Verginius tire Virginie à l'écart, saisit un couteau à l'étal d'un boucher, le lui plonge dans le cœur pour lui rendre sa liberté et maudit Appius.  
Selon les historiens antiques, cet événement souleva le peuple contre le pouvoir absolu des décemvirs et fit abolir le décemvirat en -449.
Dans les versions modernes de l'histoire, Verginius ne commet pas l'infanticide : au dernier moment, Virginie lui prend le couteau des mains et se suicide.

## Postérité

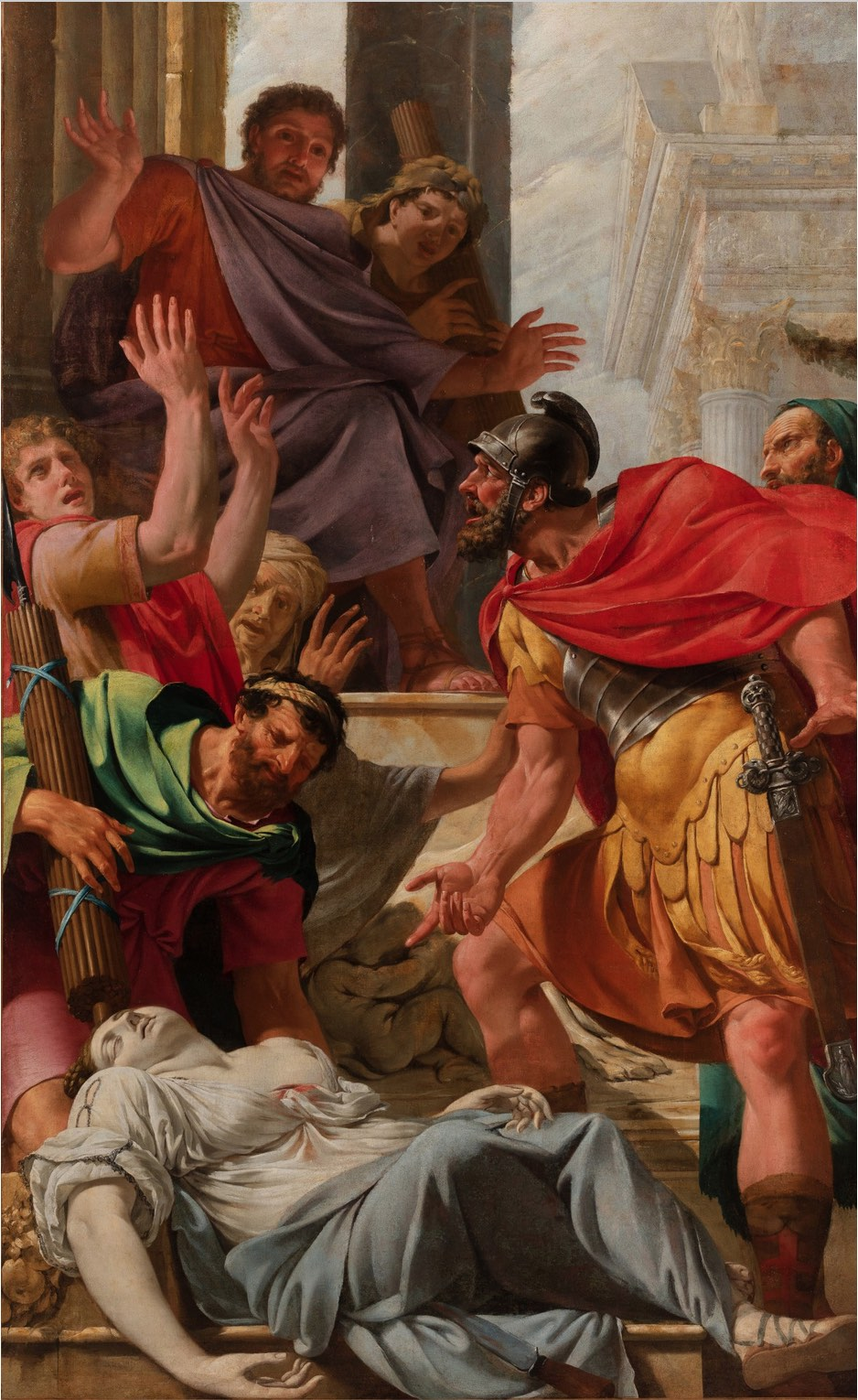
Michel Corneille, La Mort de Virginie.

- Boccace cite l'épisode de Virginie dans son De mulieribus claris (1374).
- Le sujet de la mort de Virginie a été porté au théâtre par Le Clerc (La Virginie romaine, tragédie, 1645), Campistron (Virginie, tragédie, 1683), la Beaumelle, Chabanon (1769), La Harpe (Virginie, 1786), Leblanc du Guillet (1786), Guiraud (Virginie, tragédie, 1827), Latour Saint-Ybars (Virginie, 1845), etc. Alfieri (Virginie, tragédie) et Lessing (dans Emilia Galotti) ont aussi traité ce sujet.
- On cite également parfois La Virginie de Mairet (1628), mais la scène de cette tragi-comédie qui finit bien est à Byzance et les personnages sont grecs, sans rapport avec l'histoire romaine de Virginie[6].
- Le compositeur italien Saverio Mercadante composa un opéra, crée en 1866, d'après Tite-Live et Alfieri.
- La Mort de Virginie est un sujet classique de la peinture d'histoire. On peut citer, outre les panneaux sur bois de Botticelli et de Filippo Lippi, les toiles de Giacinto Gimignani (1644), Gabriel François Doyen (1758), Francesco de Mura (1760), Guillaume Guillon Lethière (1828).
- Virginie est une des 1 038 femmes représentées dans l'œuvre contemporaine de Judy Chicago, The Dinner Party, aujourd'hui exposée au Brooklyn Museum. Cette œuvre se présente sous la forme d'une table triangulaire de 39 convives (13 par côté). Chaque convive étant une femme, figure historique ou mythique. Les noms des 999 autres femmes figurent sur le socle de l'œuvre. Le nom de Verginia figure sur le socle, elle y est associée à Sophie, sixième convive de l'aile I de la table[7].